# Mademoiselle Antonine
Pour les articles homonymes, voir Antonine.
 (juillet 2019).
Si vous disposez d'ouvrages ou d'articles de référence ou si vous connaissez des sites web de qualité traitant du thème abordé ici, merci de compléter l'article en donnant les références utiles à sa vérifiabilité et en les liant à la section « Notes et références ».
Antonine Pélissié (née Marie-Henriette Mayliand à Paris le 1er juin 1841 et morte à Paris 17e le 27 juin 1925) est une actrice de théâtre française.

## Biographie
Mademoiselle Antonine, dite aussi Antonine Pélissié, a été l'une des actrices vedettes des théâtres parisiens de 1860 à 1890.
Fille naturelle d’une comédienne parisienne - Mademoiselle Juliette - Antonine naît à Paris en 1841. Élève du comédien Paul-Louis Leroux, sociétaire de la Comédie-Française, elle débute sur les planches à l’âge de 18 ans au théâtre du Gymnase où elle tient l’emploi de jeune première, « la plus ravissante des ingénues ». Jusqu’en 1865, elle y joue dans une quinzaine de pièces.
Après une saison au théâtre de la Gaîté-Montparnasse, elle intègre en 1866 la troupe des comédiens du théâtre de l’Odéon. Amie et voisine à Croissy-sur-Seine de Félix Duquesnel, directeur du théâtre, elle y reste à l'affiche pendant 25 ans. Son accent très parisien - « le grasseyement particulier aux indigènes de la capitale » - a fait sa renommée.
En 1867, une jeune comédienne débutante nommée... Sarah Bernhardt est régulièrement la doublure d’Antonine sur les planches de l'Odéon.
Après un quart de siècle passé sous les feux de la rampe, Antonine quitte la scène en 1892. Retirée du monde du spectacle, elle alterne sa retraite entre son appartement parisien du boulevard Malesherbes et sa maison de la route du roi à Croissy-sur-Seine.
Elle meurt chez elle, à Paris, en juin 1925, à l’âge de 84 ans.